# Jean de Cambiaire
Jean de Cambiaire est une personnalité française du monde des affaires, né le 24 janvier 1923 à Millau, dans l'Aveyron, et mort le 3 octobre 1986 à Saint-Paul de La Réunion. Maire de Valence-d'Albigeois en 1959, il est directeur du Crédit agricole du Tarn avant de fonder une caisse régionale à La Réunion, le Crédit agricole de La Réunion. Sur place, il développe de nombreuses activités sociales[réf. nécessaire] et en faveur de l'habitat rural, notamment la case Tomi avec Maurice Tomi et Louis Dubreuil.

## Postérité
Deux parcs à La Réunion portent son nom : 
- au centre-ville du Tampon, où se déroule notamment une partie des Florilèges,
- dans le quartier de La Providence à Saint-Denis, où se trouve le siège social du Crédit agricole de La Réunion.

Il existe également une rue Jean de Cambiaire à Saint-Joseph.